# Böle, Leksands kommun
Böle är en by i Leksands kommun, omkring 15 kilometer fågelvägen östnordöst om Leksands-Noret. Byn ligger i höjdläge 310-360 meter över havet. En bäck, Bölsön rinner omedelbart öster om byn. Ortnamnet kommer av ordet 'bol' som betyder nybygge eller nyodling.
"Böledt" omtalas första gången 1549. I skattelängden samma år upptas tre skattebönder i byn "Beck", men återfinns 1550 & 1551 under ortnamnet Böle, så troligen är "Beck" en felskrivning. 1571 upptas 5 hushåll i Böle, varav 2 är knektar. De 5 personerna tillhör de fattigaste i Leksand. Böle finns ej upptaget i fäbodinventeringen 1663, men troligen fanns här trots det flera fäbodar redan då. Möjligen en del av dessa hemfäbodar och skattlagts som hemman. Mantalslängden 1668 upptar endast två hushåll i Böle, medan Holstenssons karta från samma år visar 5 gårdstecken. De övriga gårdarna kan vara fäbodar. 1766 års mantalslängd upptar 4 hushåll, och fler blir aldrig gårdarna i Böle. På 1820-talet i samband med storskiftet fanns 4 bofasta bönder och 8 fäbodgårdar i Böle. Fäbodarna tillhörde Leksands-Noret, Plintsberg, Hjortnäs, Västberg och Ullvi. Den sista fasta bosättningen upphörde 1930, och fäbodbruket upphörde 1940. Idag är byn främst känd för det årliga hingstsläppet, när hästarna efter vinterstallningen släpps ut på vårbete i Böle - hingstarna här i Böle och ston och föl i grannfäboden Fallsbjörken. TV har brukat sända bilder från dessa i samband med dessa begivenheter, som pågått sedan 1940.
Byn är klassificerad som ett riksintresse för kulturmiljövård.